# Jan IV van Soissons
Jan IV van Soissons (overleden in mei 1302) was van 1286 tot aan zijn dood graaf van Soissons. Hij behoorde tot het huis Nesle.

## Levensloop
Jan IV was de zoon van graaf Jan III van Soissons en diens echtgenote Margaretha, dochter van graaf Amalrik VI van Montfort. In 1286 volgde hij zijn vader op als graaf van Soissons.
Jan huwde met Margaretha, dochter van heer Hugo II van Rumigny. Ze kregen volgende kinderen:
- Jan V (overleden in 1304), graaf van Soissons
- Hugo (overleden in 1305), graaf van Soissons

In mei 1302 stierf Jan IV, waarna hij als graaf van Soissons werd opgevolgd door zijn zoon en naamgenoot Jan V.